# Ero japonica
Ero japonica är en spindelart som beskrevs av Friedrich Wilhelm Bösenberg och Embrik Strand 1906. Ero japonica ingår i släktet Ero och familjen kaparspindlar. Inga underarter finns listade i Catalogue of Life.